# Freilingerhöhe
Freilingerhöhe ist ein Weiler des Ortsteils Freilingen der Ortsgemeinde Nusbaum im Eifelkreis Bitburg-Prüm in Rheinland-Pfalz.

## Geographische Lage
Freilingerhöhe liegt südlich von Freilingen sowie am westlichen bzw. nordwestlichen Ende von Nusbaum. Der Weiler ist mit dem Hauptort Nusbaum sowie dem Ortsteil Freilingen zusammengewachsen. Freilingerhöhe liegt auf einer Hochebene und ist ausschließlich von landwirtschaftlichen Nutzflächen umgeben.

## Geschichte
Freilingerhöhe entstand im späten 18. Jahrhundert und umfasste 1840 bereits 17 Gebäude. Im Jahre 1843 gehörte der Weiler bereits zu Freilingen in der Bürgermeisterei Nusbaum und wurde von 95 Menschen bewohnt. Es handelt sich bis heute um den größten der fünf Weiler Nusbaums.
Der Name Freilingerhöhe bildete sich erst später aufgrund der Lage heraus. Ursprünglich hieß die Siedlung Kartoffeldorf.

## Kultur und Sehenswürdigkeiten

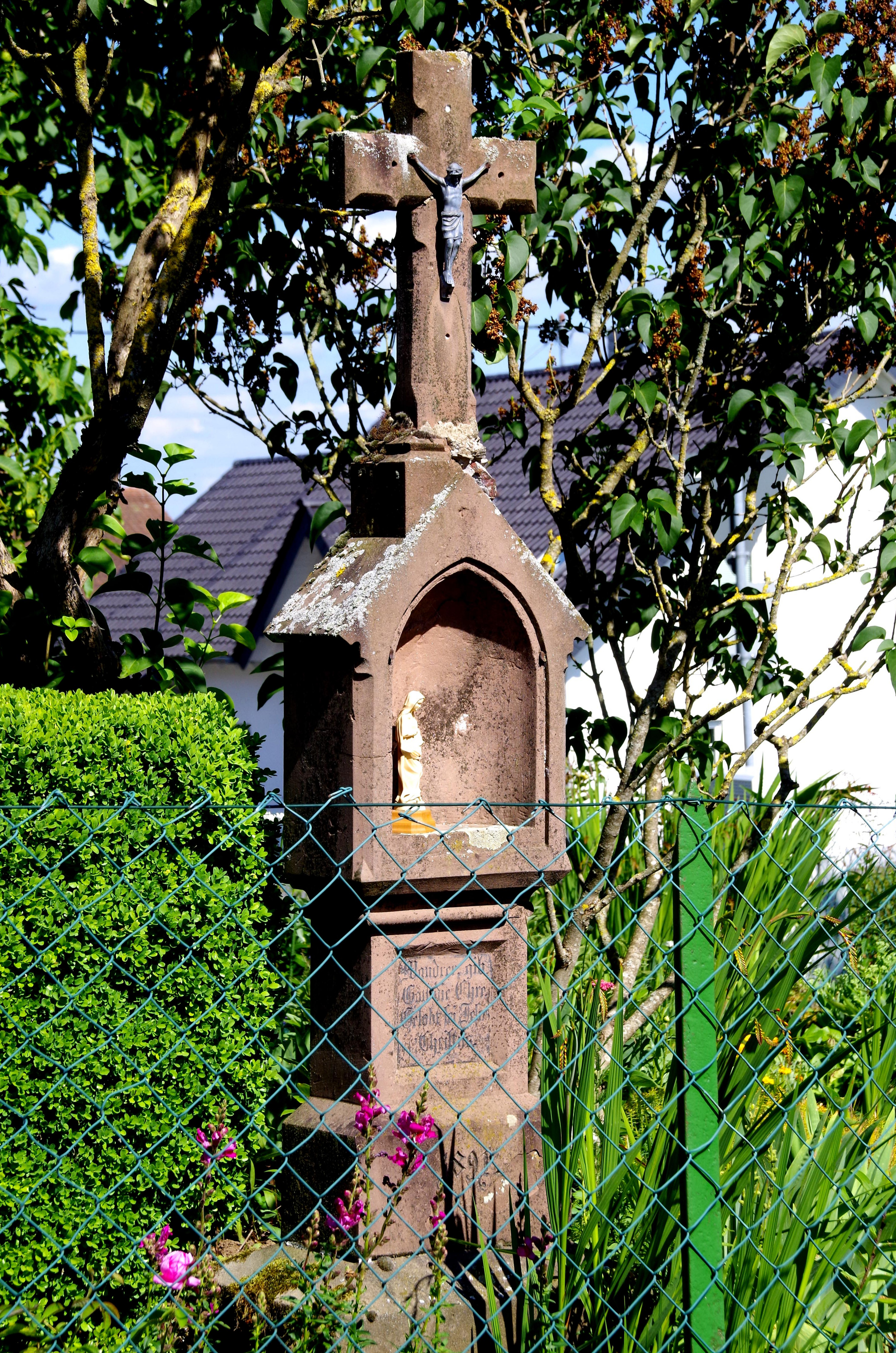
Bildstock, 1891

### Bildstock
Im Weiler befindet sich ein neugotischer Bildstock mit der Bezeichnung 1891. Dieser besteht aus einem Schaft mit Inschrift, einer spitz zulaufenden Nische mit der Figur Marias sowie einem Abschlusskreuz mit Corpus.
Siehe auch: Liste der Kulturdenkmäler in Nusbaum

### Naherholung
Am westlichen Ende von Freilingerhöhe verläuft der Wanderweg 51 des Naturpark Südeifel. Es handelt sich um einen rund 14 km langen Rundwanderweg, der die Orte Kruchten, Hommerdingen und Freilingen verbindet. Der Wanderweg verläuft unter anderem auch durch das große Waldgebiet Nusbaumer-Hardt. Dieses ist als Erholungsgebiet bekannt und beinhaltet weitere Wanderrouten mit ähnlich langen Strecken.

## Wirtschaft und Infrastruktur

### Unternehmen
Im Weiler Freilingerhöhe sind eine Gärtnerei und ein Künstlerehepaar ansässig.

### Verkehr
Es existiert eine regelmäßige Busverbindung.
Freilingerhöhe ist durch die Landesstraßen 2 von Hommerdingen nach Stockigt und durch die Landesstraße 3 von Schwarzenbruch nach Mettendorf erschlossen.